# 汉口电话局大楼
汉口电话局大楼，位于中华人民共和国湖北省武汉市江岸区合作路51号中山大道路口，紧挨汉口电报局大楼。该建筑为1915年左右汉口电话局新建的新办公楼。现大楼为湖北省文物保护单位。

## 歷史

### 武汉电话局与早期汉口电信电话事业
汉口开埠后，随即开启了城市近代化历程。近代城市便有高效快捷的信息传播需求，汉口电话局便在这种条件下诞生。1900年，张之洞决意发展市内电话，汉口电话局随即成立，当时单位驻地在张美之巷（今民生路）。但此后因资金不足，电话局又出售给刘歆生改为商办。与此同时，德商西门子洋行又在邮政局开办面向租界的电话业务。中华民国成立后，汉口民办电话事业改为公办，1915年又与西门子洋行签订协议接收租界内电话业务。

### 大樓历史
随着公办汉口电话局业务的扩大，既有的设施已经无法满足该单位日常办公需求。因此在1916年1月18日，中华民国交通部与中日实业有限公司订立汉口武昌电话装置的合同，同时开始在汉口英租界湖北街（今中山大道）与吉祥路（今合作路）转角处修建新的办公大楼。1917年5月12日建筑竣工，汉口电话局搬入此处办公并改名武汉电话局，统管武昌汉口电话业务（后扩大至三镇全体）。
1938年10月，由于日军即将逼近武汉三镇，电话局在撤退前夕将所有无法搬迁的设备托付给西门子洋行保管。抗日战争结束后，武汉既有电信电话业务统合管理，该建筑与紧邻的汉口电报局大楼共同作为交通部武汉电信局的办公场所，武汉被解放军攻下前夕，国军欲拆毁楼内无法搬迁的设备，在中共地下党的帮助下，成功将电信局局长策反，并带领全局职工保护了设备。1949年后一度为武汉市电信局办公楼，现为中国电信江岸区分公司办公楼。

## 建筑概览
该大楼全高4层，主体为钢筋混凝土结构，英商通和有限公司负责建筑设计，魏清记营造厂工程承建。此后修建的汉口电报局大楼紧挨本建筑修建以方便业务合作。建筑外立面呈现古典主义风格，以西洋立柱及雕花装饰，另设有外挑阳台。整体外墙仿麻石粉刷，屋顶女儿墙呈现出多种设计式样，在各面中间楼顶还有三角形牌面做装饰。

## 建筑保护
1993年7月28日，大楼以“交通部武汉电话局”的名义被武汉市人民政府列为第一批武汉市优秀历史建筑。
1998年5月27日，大楼以“汉口电话局旧址”的名义被武汉市人民政府列为第四批武汉市文物保护单位。2008年3月27日，大楼以“汉口电话局旧址”的名义被湖北省人民政府列为第五批湖北省文物保护单位。
大楼作为文物的保护范围：汉口电话局旧址及周围一定范围。以旧址外墙为界，东南面向外延伸60米，西南面向外延伸50米至天津路现状道路边线，西北面向外延伸3米至中山大道现状道路边线，东北面向外延伸8米至合作路现状道路边线。
大楼作为文物的建设控制地带：以保护范围为界，东南面向外延伸30米，西南面向外延伸3米至规划道路中线，西北面向外延伸12米至中山大道规划道路中线，东北面向外延伸5米至合作路规划道路中线。